# Districte de Viana do Castelo
El Districte de Viana do Castelo és un districte portuguès pertanyent a la província tradicional de Minho i a la regió del Nord. Limita al nord i a l'est amb Espanya (províncies de Pontevedra i Ourense, respectivament), al sud amb el districte de Braga i a l'oest amb l'oceà Atlàntic. Àrea: 2.255 km² (el menor districte portuguès). Població resident (2001): 250.273. Seu del districte: Viana do Castelo.

## Subdivisions
El districte de Viana do Castelo se subdivideix en els següents 10 municipis:
- Arcos de Valdevez
- Caminha
- Melgaço
- Monção
- Paredes de Coura
- Ponte da Barca
- Ponte de Lima
- Valença
- Viana do Castelo (l'única ciutat)
- Vila Nova de Cerveira